# Игуманија Теодора (Делић)
Теодора (световно Иванка Делић; Пељаве код Лопара, 1. август 1938 — Манастир Дужи, 23. јануар 2015) била је православна игуманија Манастира Дужи.

## Биографија
Игуманија Игуманија Теодора (Делић), у свету Иванка Делић, рођена је 2. августа 1938. године у селу Пељаве, општина Лопаре – Бијељина. Као искушеница, отишла је у Манастир Тавну код Бањице (на Велики четвртак 1956. године), а одатле је дошла у Манастир Добрићево код Билеће у марту 1957. године. Епископ захумско-херцеговачки и приморски Владислав Митровић је преведе у Манастир Дужи код Требиња у мају 1959. године.
Кад је дошла у Манастир Дужи, ту је затекла све разрушено и опљачкано. Чак су били однешени прозори и врата са Манастира. Једино што је затекле било је Распеће Христово на иконостасу и три звона црквена! Исте године се замонашила 28. августа 1959. године. Преузима старјешинство 1969. године у мају. Произведена у чин игуманије од тадашњег владике Атанасија Јевтића, 1997. године.
Упокојила се у Господу 23. јануара 2015. године у Манастиру Дужи, сахрањена је на монашком гробљу.